# Estação Chhatrapati Shivaji
A Estação Chhatrapati Shivaji (em inglês: Chhatrapati Shivaji Terminus; em marata: छत्रपती शिवाजी टर्मिनस) é uma estação de comboios histórica em Bombaim (Mumbai), Índia. Serve aos trens da Ferrovia Central (Central Railway) que têm Bombaim como destino, assim como a ferrovia suburbana de Bombaim. É utilizada por cerca de três milhões de pessoas diariamente.
O edifício foi projetado pelo engenheiro britânico Frederick William Stevens (1848-1900) em um estilo neogótico italianizante, com influências da arquitetura indiana. Construída entre 1878 e 1888, inicialmente foi batizada Estação Vitória (Victoria Terminus) em homenagem à rainha Vitória do Reino Unido. O nome atual é uma referência a Shivaji (1630–1680), fundador do Império Marata. Pelo seu valor arquitetônico, histórico e cultural, a Estação foi designada Patrimônio Mundial pela UNESCO em 2004.
Em 2008, foi palco de um ataque terrorista em que morreram 10 pessoas (ver Atentados de 26 de novembro de 2008 em Bombaim).